# Eumenes de Cárdia
Eumenes de Cardia (em grego: Ευμένης; 362 a.C. — 316 a.C.) foi um general, diádoco e um dos sucessores de Alexandre Magno partidário da casa real macedónia da Dinastía argéada.
Foi um dos governantes do Reino da Arménia onde governou na vigência da dinastia orôntida embora não seja considerado dinástico. Governou em 321 a.C. foi antecedido nos comandos do reino por Neoptólemo e foi sucedido no trono por Mitranes I.

## Infância
O pai de Eumenes era um homem pobre da península de Galípoli, conhecida na antiguidade como Quersonésia da Trácia. Filipe da Macedónia, de passagem, observou Eumenes se destacar em competições atléticas, e levou-o. Após a morte de Filipe, Eumenes não era considerado inferior a nenhum dos amigos de Alexandre, e tendo o título de secretário-geral, tinha honras como um dos amigos e íntimos do rei.

## Campanhas de Alexandre
Eumenes entrou várias vezes em conflito com Alexandre. Hefestião havia dado a um músico (Euius) os alojamentos que seriam de Eumenes, e este reclamou com Alexandre, que brigou com Hefestião, mas depois se arrependeu, e ficou irritado com Eumenes. Quando Alexandre enviou a frota de Nearco e pediu dinheiro a Eumenes, este deu cem talentos, em vez dos trezentos que Alexandre havia pedido; Alexandre então mandou atearem fogo na tenda de Eumenes, porém se arrependeu pois vários documentos foram perdidos, e nem pegou o ouro e a prata derretidos, que valiam mais que mil talentos.
Durante a campanha de Alexandre na Índia, Eumenes recebeu o comando da cavalaria, posto este que era ocupado por Pérdicas, quando este assumiu o lugar de Hefestião.
Após a morte de Hefestião, Alexandre passou a tratar duramente quem ele achava que tinha inveja do seu favorito, e agora estaria feliz com sua morte; Eumenes, um dos suspeitos, se salvou propondo a Alexandre várias formas de honrar Hefestião.
Quando Alexandre se casou com Barsine, filha de Artabazo, ele arrumou o casamento de vários de seus oficiais com mulheres persas; Ptolemeu, o futuro faraó do Egito, ficou com Apama e Eumenes com outra Barsine, ambas irmãs de Barsine.

## Morte de Alexandre
Com a morte de Alexandre, na Babilônia, houve uma disputa entre os macedônios, e Eumenes, que era um estrangeiro, tentou agir como mediador. Quando os oficiais chegaram a um acordo e dividiram o império em satrapias,  Eumenes recebeu a Capadócia, Paflagônia e a costa do Mar Euxino até Trapezo, um território que não era controlado pelos macedônios, mas por Ariarates I; caberia a Leonato e Antígono Monoftalmo conquistá-los para Eumenes.

## Aliança com Pérdicas
Leonato propôs a Eumenes ajudá-lo na campanha, mas foi convencido por Hecateu, tirano da Cárdia, a ajudar Antípatro na Guerra Lamiaca. Hecateu e Eumenes eram rivais hereditários, e Eumenes havia denunciado Hecateu como tirano para Alexandre, e recomendado que Alexandre restaurasse a liberdade aos cários. Eumenes não quis ir na expedição contra os gregos, porque temia Antípatro, que poderia assassiná-lo para agradar Hecateu, mas Leonato revelou que seus planos eram ajudar Antípatro apenas como pretexto para tomar para si o reino da Macedônia, e mostrou a Eumenes cartas em que Cleópatra  o convidava para ir até Pela e casar-se com ele.
Eumenes, quer por temer Antípatro, quer por não confiar em Leonato, escapou à noite, com 300 cavaleiros, 200 soldados armados e 5 000 talentos de ouro, e fugiu para Pérdicas, contando os planos de Leonato.

## Sátrapa da Capadócia
Pérdicas comandou o exército que derrotou Ariarates I, e colocou Eumenes de Cardia como sátrapa da Capadócia. Eumenes organizou a Capadócia, colocando seus amigos como governantes das cidades e apontando os juízes; em seguida, Eumenes marchou com Pérdicas.

## Disputa contra Neoptólemo
Pérdicas, quando se tornou o regente do império de Alexandre, enviou Eumenes para organizar a Armênia, que estava em confusão por causa de Neoptólemo. Neoptólemo era um dos generais de Alexandre. Enquanto Neoptólemo era orgulhoso e gostava de ostentação, Eumenes organizou a cavalaria de nativos, dando imunidade a tributos. Os macedônios ficaram espantados e admirados que, em pouco tempo, Eumenes organizou uma tropa de seis mil e trezentos cavaleiros.
Quando Crátero e Antípatro, após haverem derrotado a rebelião dos gregos, se dirigiram à Ásia para lutar contra Pérdicas, este indicou Eumenes comandante das forças da Capadócia e Reino da Armênia,  e mandou que Alcetas  e Neoptólomo obedecessem a Eumenes. Alcetas se recusou a combater, com o argumento de que os macedônios da tropa poderiam passar para o lado de Crátero e Antípatro, mas Neoptólemo planejou traição, mas foi detectado, e preparou-se para a batalha. A infantaria de Eumenes foi derrotada, mas sua cavalaria venceu e pôs as tropas de Neoptólemo em fuga, e ele capturou e exigiu a rendição das tropas.
Neoptólemo, com o resto de suas tropas, se refugiou com Crátero e Antípatro.

## Luta contra Crátero e Antípatro
Crátero e Antípatro já haviam enviado uma proposta a Eumenes, para ele se tornar aliado deles; Eumenes reteria suas satrapias, receberia mais tropas, se tornaria um amigo de Antípatro em vez de um inimigo, e não se tornaria um inimigo de Crátero, ao invés de um amigo. Eumenes respondeu que era um inimigo de Antípatro de longa data, e não poderia, agora, se tornar seu amigo, quando ele via Antípatro tratando seus amigos como inimgos, quanto a Crátero, ele estava disposto a reconciliar Crátero com Pérdicas em termos iguais e se algum deles tentasse sobrepujar o outro, ele lutaria com todas suas forças para ajudar quem foi ofendido, preferindo perder sua vida a perder sua honra.
Quando Crátero e Antípatro estavam debatendo sobre o que fazer, Neoptólemo chegou, e insistiu em um ataque o mais breve possivel, dizendo que os macedônios, se vissem Crátero, passariam para o seu lado. Crátero e Antípatro dividiram o exército: Antípatro foi para a Cilícia, e Crátero e Neoptólemo foram atacar Eumenes.
Eumenes teve um sonho: dois Alexandres estavam lutando, cada um à frente de uma falange, um deles tinha a ajuda de Atena, o outro de Deméter, e, no final da batalha, Atena foi derrotada e Deméter a vencedora. Ele imaginou que o sonho previa sua vitória, pois ele governava o país mais fértil  e o grito de guerra das forças inimigas era Atena e Alexandre!; assim, ele ordenou que seu grito de guerra fosse Deméter e Alexandre!, e mandou seus homens usaram grãos nos braços e orelhas.
Contra Crátero, Eumenes não colocou nenhum macedônio, colocando as tropas sob o comando de Farnabazo, filho de Artabazo, e de Fênix de Tênedos. 
Sua unidade pessoal, de 300 homens, foi posta contra a de Neoptólemo; eles, que se odiavam, lutaram em combate singular, mas, mesmo sendo ferido, Eumenes matou Neoptólemo. Nesta batalha, que Eumenes venceu, também morreu Crátero; ao contrário de Neoptólemo, sua morte foi lamentada por Eumenes. Esta batalha ocorreu dez dias depois da batalha anterior, contra Neoptólemo.

## Morte de Pérdicas
A notícia da vitória de Eumenes, porém, não ajudou Pérdicas, que foi morto em motim por seus soldados; dois dias depois do seu assassinato, chegaram as notícias da vitória. Os macedônios, com raiva, condenaram Eumenes à morte, e nomearam Antígono Monoftalmo e Antípatro para conduzirem a guerra contra ele.